# Medetera fissa
Medetera fissa är en tvåvingeart som beskrevs av Negrobov och Stackelberg 1972. Medetera fissa ingår i släktet Medetera och familjen styltflugor. Inga underarter finns listade i Catalogue of Life.